# Gasometro di Oberhausen
Il Gasometro di Oberhausen è un ex gasometro situato nell'omonima città, in Germania che è stato convertito in galleria espositiva. Ha ospitato diverse mostre, tra cui due di Christo e Jeanne-Claude. Fu costruito negli anni '20 e ricostruito dopo la seconda guerra mondiale.
Con un volume di stoccaggio di 347 000 m³, 117,5 metri di altezza e poco meno di 68 metri di diametro, è stato fino al 1988 il più grande gasometro d'Europa.